# Ново-Покровська волость (Одеський повіт)
Ново-Покровська волость — історична адміністративно-територіальна одиниця Одеського повіту Херсонської губернії.
Станом на 1886 рік складалася з 11 поселень, 11 сільських громад. Населення — 1842 особи (933 чоловічої статі та 909 — жіночої), 333 дворових господарства.
|                     | Площа, десятин | У тому числі орної, дес. |
| ------------------- | -------------- | ------------------------ |
| Сільських громад    | 2836           | 1586                     |
| Приватної власності | 23622          | 10678                    |
| Казенної власності  | —              | —                        |
| Іншої власності     | 120            | 60                       |
| Загалом             | 26578          | 12324                    |

Найбільше поселення волості:
- Ново-Покровське (Сахарове) — село при Тилігульському лимані за 70 верст від повітового міста, 173 особи, 22 двори. За 2½ версти — постоялий двір. За 3 версти — поштова станція. За 7 верст — постоялий двір. За 10 верст — незакінчена православна церква. За 11 верст — постоялий двір.